# Paraleurolobus imbricatus
Paraleurolobus imbricatus là một loài côn trùng cánh nửa trong họ Aleyrodidae, phân họ Aleyrodinae.
Paraleurolobus imbricatus được Sampson & Drews miêu tả khoa học đầu tiên năm 1941.